# Artur Miziński

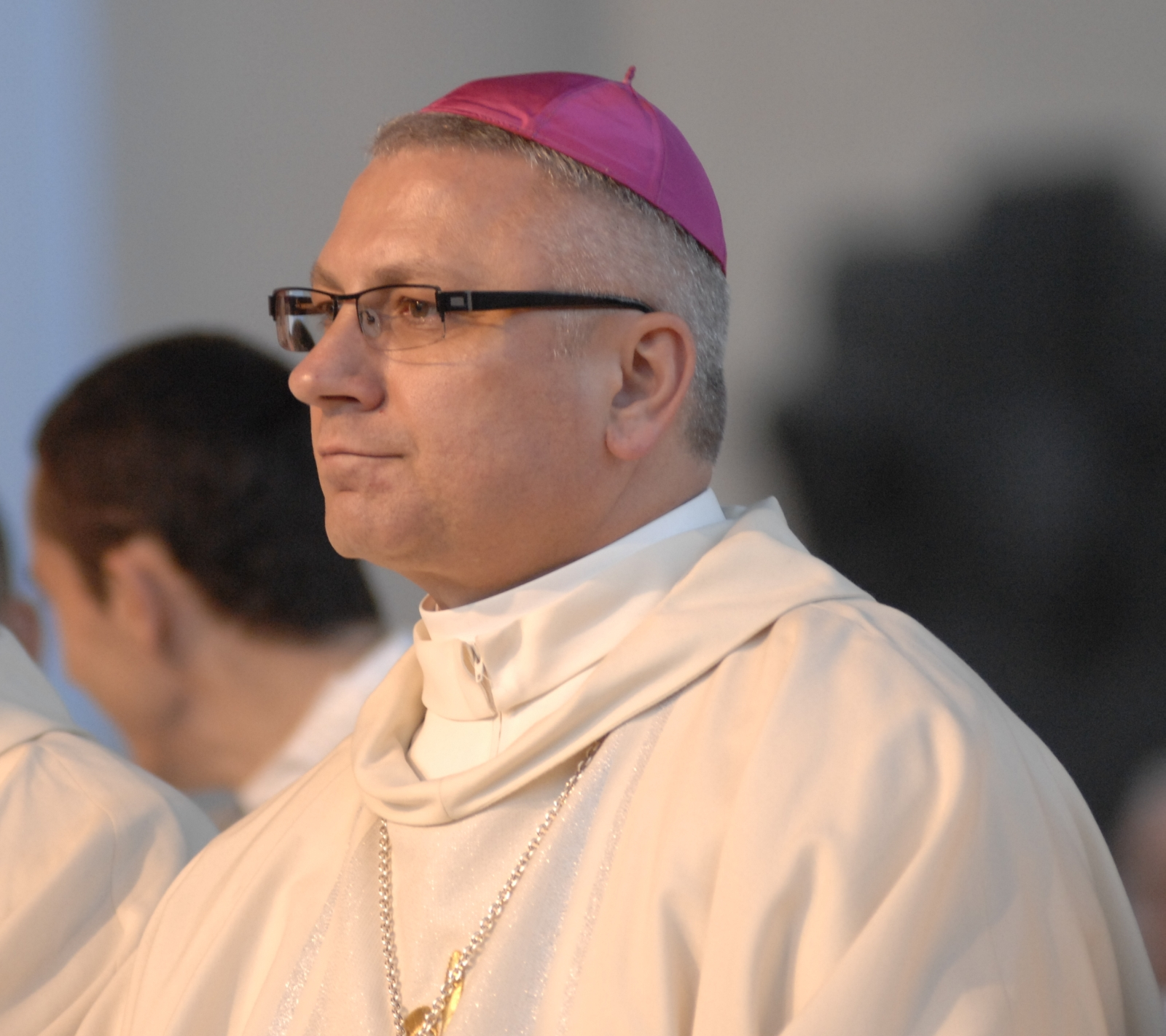
Weihbischof Artur Miziński

Artur Grzegorz Miziński (* 13. Februar 1965 in Opole Lubelskie, Woiwodschaft Lublin, Polen) ist ein römisch-katholischer Geistlicher und Weihbischof in Lublin.

## Leben
Artur Miziński empfing am 23. März 1989 durch Bischof Bolesław Pylak das Sakrament der Priesterweihe für das Bistum Lublin.
Von 1992 bis 1994 studierte er an der Päpstliche Universität Santa Croce in Rom kanonisches Recht und promovierte an der Päpstlichen Lateranuniversität.
Am 3. Mai 2004 ernannte ihn Papst Johannes Paul II. zum Titularbischof von Tarasa in Numidia und zum Weihbischof in Lublin. Der Erzbischof von Lublin, Józef Życiński, spendete ihm am 30. Mai desselben Jahres die Bischofsweihe; Mitkonsekratoren waren der emeritierte Erzbischof von Lublin, Bolesław Pylak, und der Bischof von Sandomierz, Andrzej Dzięga. Anschließend wurde er auch zum Generalvikar ernannt.
2014 wurde er zum Generalsekretär der Polnischen Bischofskonferenz gewählt und für seine Amtszeit von seiner Residenzpflicht im Bistum sowie seinen Aufgaben als Weihbischof freigestellt.